# Поляченко, Юрий Владимирович
Поляченко Юрий Владимирович (укр. Поляченко Юрій Володимирович; род. 20 февраля 1963, Киев) — советский медик, украинский политик. Народный депутат Украины от января 2013 года в Верховной Раде 7-го созыва, избран по списку Партии регионов (№ 76). Заслуженный врач Украины (1997).

## Биография
Родился 20 февраля 1963 года в городе Киеве, отец — Поляченко Владимир Аврумович
Образование высшее. В 1986 году окончил Киевский медицинский институт.
С марта 2001 года — председатель Постоянного тендерного комитета Минздрава Украины для организации и осуществления процедур закупок товаров, работ и услуг за государственные средства.
С 2001 года работал в Министерстве охраны здоровья Украины:
- С сентября 2001 по июнь 2002 года — первый заместитель государственного секретаря,
- С июня 2002 — Государственный секретарь, затем — первый заместитель Министра.
- С 28 ноября 2003 — заместитель Секретаря Совета национальной безопасности и обороны Украины[1].

Участник ликвидации последствий аварии на ЧАЭС.
11 октября 2005 года назначен на должность Министра здравоохранения Украины в правительстве Еханурова.
4 августа 2006 года назначен Верховной Радой Украины на должность Министра здравоохранения Украины в втором правительстве Виктора Януковича.
После увольнения с должности министра (23 марта 2007) возглавлял Институт хирургии и трансплантологии АМН Украины.
22 февраля 2014 года вышел из фракции Партии регионов.

## Государственные награды
- Орден «За заслуги» I степени (24 июля 2025) — за значительный личный вклад в развитие отечественной системы здравоохранения, предоставление квалифицированной медицинской помощи и спасение жизни людей в условиях военного положения, добросовестное исполнение профессиональной обязанности и Дня медицинских работников[2]
- Орден «За заслуги» II степени (24 августа 2013) — за значительный личный вклад в государственное строительство, социально-экономическое, научно-техническое, культурно-образовательное развитие Украины, весомые трудовые достижения и высокий профессионализм[3]
- Заслуженный врач Украины (19 февраля 1997) — за весомый вклад в развитие охраны здоровья, внедрение современных методов диагностики и лечения, высокое профессиональное мастерство[4]
- Государственная премия Украины в области науки и техники 2012 года — за цикл научных трудов «Механизмы функционирования органов системы пищеварения» (в составе коллектива)[5]